# Transformatorhuisje (Leermens, Lutjerijp 2T)
Het transformatorhuisje aan de Lutjerijp is een monumentaal transformatorhuisje dat ligt aan de weg die naar een aantal boerderijen leidt.

## Beschrijving
Transformatorhuisje gebouwd rond 1927 aan de Lutjerijp. Het gebouwtje, dat aangeduid wordt als "Lutjerijp 2807", heeft een rechthoekige plattegrond met zadeldak. Het gebouw is markant gelegen aan de kant van de weg (open veld) die leidt naar een aantal boerderijen. Op de hoek van de zuidwest- en noordoostgevel en op de hoek van de zuidoost- en de noordwestgevel is een trapsgewijs gemetseld muurtje opgetrokken. Het pand is aangeduid als rijksmonument.